# Hermann Ostrop
Hermann Heinrich Adolf Ostrop (* 10. August 1888 in Buldern, jetzt Dülmen; † 9. August 1963 in Münster) war ein deutscher Kommunalpolitiker (Zentrum, CDU). Unmittelbar nach dem Zweiten Weltkrieg war er kommissarisch Oberbürgermeister der Stadt Dortmund, anschließend kurz Oberstadtdirektor.

## Leben und Leistungen
Hermann Ostrop wurde am 10. August 1888 in Buldern, jetzt Dülmen, als Sohn des Gutsbesitzers Hubert Ostrop (1833–1906) und seiner Frau Maria Ostrop, geborene Forkenbeck (1848–1916) geboren. Er besuchte das Gymnasium in Coesfeld und begann 1908 mit dem Studium der Rechtswissenschaften und der Volkswirtschaftslehre. Nach dem ersten Staatsexamen leistete er 1912 seine Referendariatszeit ab, unter anderem am Amtsgericht Lüdinghausen. Während des Ersten Weltkriegs war er als Offizier an der Westfront eingesetzt. Er kehrte 1918 aus dem Krieg zurück und legte 1920 die große juristische Staatsprüfung zum Gerichtsassessor ab. Im selben Jahr folgte die Promotion an der Universität Münster. Danach begann seine berufliche Laufbahn beim Landgericht Arnsberg.
Bereits ein Jahr später begann Ostrops Karriere in der Kommunalverwaltung. Zunächst als Magistratsassessor in Bochum tätig, bewarb er sich 1914 erfolgreich als Stadtrat. Am 20. April 1925 konnte er sich gegen den Dortmunder KPD-Fraktionsvorsitzenden bei der Wahl zum besoldeten Magistratsmitglied durchsetzen und übernahm das Rechts- und Ordnungsdezernat. Nach der „Machtergreifung“ der Nationalsozialisten stieß Ostrop als Zentrumsmitglied auf Ablehnung der örtlichen NSDAP. Er bat daher am 6. April 1933 um Beurlaubung. Nach Verabschiedung des Gesetzes zur Wiederherstellung des Berufsbeamtentums sah er jedoch weiterhin die Möglichkeit in der Verwaltungsspitze der Stadt zu arbeiten. Er wandte sich daraufhin zweieinhalb Wochen nach seiner Entlassung an den Oberbürgermeister Bruno Schüler mit der Bitte wieder auf seine alte Dienststelle eingesetzt zu werden. Der Arnsberger Regierungspräsident entsprach diesem Wunsch. Bei der Neuwahl zum Magistrat wurde er allerdings nicht wiedergewählt und trat am 15. Juni 1937 in den Ruhestand.
In den folgenden Jahren ging Ostrop keiner festen Beschäftigung nach, gelegentlich übernahm er Urlaubsvertretungen für einen Rechtsanwalt. Ein Antrag auf Aufnahme in die Liste der Verwaltungsräte wurde 1938 abgelehnt. Ostrop engagierte sich ehrenamtlich als Organisations- und Werbeleiter beim Dortmunder Reichsluftschutzbund. Kurz nach Kriegsbeginn, im September 1939, trat er als Ruhestandsbeamter wieder eine Stelle als Stadtrat an und leitete die Dezernate Wohlfahrt und Kriegshilfe sowie das Stadtkassen-, das Steuer- und das Versicherungsamt. Kurz vor Ende des Zweiten Weltkriegs ernannte ihn Oberbürgermeister Willi Banike zu seinem allgemeinen Vertreter.
Nach der Befreiung Dortmunds durch amerikanische Truppen wurde Ostrop als einer von drei verbliebenen Stadträten am 13. April 1945 von der Militärregierung kommissarisch zum Oberbürgermeister der Stadt Dortmund ernannt. Nach Einführung der norddeutschen Ratsverfassung wurde Ostrop am 8. Februar 1946 – unter Stimmenthaltung der Sozialdemokraten – zum Oberstadtdirektor gewählt. Da ihm jedoch die britische Militärregierung die Bestätigung versagte, trat er am 9. März 1946 von diesem Amt wieder zurück. Die Ablehnung löste Spekulationen über parteipolitische Motive aus, da im Vereinigten Königreich die Labour Party die Regierungsgeschäfte übernommen hatte und sein Nachfolger Wilhelm Hansmann Sozialdemokrat war. Am Beispiel des Bochumer Oberstadtdirektors Franz Schmidt erkennt man aber, dass Ostrops Zentrumsmitgliedschaft nicht ausschlaggebend war. Vielmehr hatte die Militärregierung Zweifel daran, dass Ostrop „frei […] von jeder Spur von Nazismus“ war. Ihm wurde eine Weiterbeschäftigung in der Verwaltung angeboten, die er aber ablehnte.
Nach seiner Verabschiedung in den Ruhestand trat Ostrop der Dortmunder CDU bei und beteiligte sich an deren Aufbau. Öffentliche Ämter nahm er nicht mehr wahr, engagierte sich aber weiterhin ehrenamtlich für zahlreiche gemeinnützige und kulturelle Einrichtungen.
Hermann Ostrop starb am 9. August 1963 in Münster im Alter von 74 Jahren.